# Luca Rossettini
Luca Rossettini (Padua, 9 mei 1985) is een Italiaans voormalig voetballer die doorgaans speelde als centrale verdediger. Tussen 2004 en 2021 was hij actief voor Padova, Siena, Cagliari, Bologna, Torino, Genoa, Chievo Verona, Lecce en opnieuw Padova.

## Clubcarrière
Rossettini speelde in de jeugd van US Arcella en maakt later de overstap naar de opleiding van Padova. In drie seizoenen tijd kwam de verdediger in het eerste elftal in de Serie C1 tot vierenveertig optredens, waarin hij driemaal scoorde. In 2007 stapte de verdediger over naar Siena. Die club betaalde circa achthonderdduizend euro voor hem. Op 15 september 2007 debuteerde Rossettini in de Serie A met een 1–1-gelijkspel tegen AC Milan. Zijn eerste doelpunt voor Siena maakte hij op 26 februari 2012, toen met 4–1 werd gewonnen van Palermo. In de zomer van 2012 liet hij Siena achter zich en sloot hij zich aan bij Cagliari. Op 4 mei 2013 speelde Rossettini zijn honderdste duel in de Serie A. Op die dag werd met 0–0 gelijkgespeeld op bezoek bij Chievo Verona. In 2015 maakte Rossettini de overstap naar Bologna. Na een jaar bij Bologna maakte de centrumverdediger de overstap naar Torino. Opnieuw speelde Rossettini maar één jaar bij een club, want in augustus 2017 nam Genoa de verdediger over voor twee miljoen euro. In de zomer van 2018 huurde Chievo Verona de centrumverdediger voor één seizoen. Na zijn terugkeer deed Genoa de verdediger definitief van de hand; Lecce nam hem over en schotelde hem een tweejarig contract voor. Begin 2021 keerde de centrumverdediger terug naar Padova, waar hij ooit zijn loopbaan was begonnen. In de zomer van 2021 besloot Rossettini op zesendertigjarige leeftijd een punt te zetten achter zijn actieve loopbaan.

## Clubstatistieken
| Seizoen | Club            | Competitie | Competitie | Competitie | Beker | Beker | Internationaal | Internationaal | Totaal | Totaal |
| Seizoen | Club            | Competitie | Wed.       | Dlp.       | Wed.  | Dlp.  | Wed.           | Dlp.           | Wed.   | Dlp.   |
| ------- | --------------- | ---------- | ---------- | ---------- | ----- | ----- | -------------- | -------------- | ------ | ------ |
| 2004/05 | Padova          | Serie C1   | 7          | 0          | 0     | 0     | —              | —              | 7      | 0      |
| 2005/06 | Padova          | Serie C1   | 14         | 2          | 2     | 0     | —              | —              | 16     | 2      |
| 2006/07 | Padova          | Serie C1   | 23         | 1          | 0     | 0     | —              | —              | 23     | 1      |
| 2007/08 | Siena           | Serie A    | 25         | 0          | 1     | 0     | —              | —              | 26     | 0      |
| 2008/09 | Siena           | Serie A    | 17         | 0          | 1     | 0     | —              | —              | 18     | 0      |
| 2009/10 | Siena           | Serie A    | 2          | 0          | 0     | 0     | —              | —              | 2      | 0      |
| 2010/11 | Siena           | Serie B    | 33         | 0          | 2     | 0     | —              | —              | 35     | 0      |
| 2011/12 | Siena           | Serie A    | 31         | 1          | 2     | 0     | —              | —              | 33     | 1      |
| 2012/13 | Cagliari        | Serie A    | 28         | 0          | 3     | 0     | —              | —              | 31     | 0      |
| 2013/14 | Cagliari        | Serie A    | 36         | 0          | 1     | 0     | —              | —              | 37     | 0      |
| 2014/15 | Cagliari        | Serie A    | 32         | 3          | 2     | 0     | —              | —              | 34     | 3      |
| 2015/16 | Bologna         | Serie A    | 29         | 3          | 1     | 0     | —              | —              | 30     | 3      |
| 2016/17 | Torino          | Serie A    | 30         | 1          | 1     | 0     | —              | —              | 31     | 1      |
| 2017/18 | Genoa           | Serie A    | 23         | 0          | 2     | 0     | —              | —              | 25     | 0      |
| 2018/19 | → Chievo Verona | Serie A    | 21         | 0          | 0     | 0     | —              | —              | 21     | 0      |
| 2019/20 | Lecce           | Serie A    | 26         | 0          | 1     | 0     | —              | —              | 27     | 0      |
| 2020/21 | Lecce           | Serie B    | 0          | 0          | 2     | 0     | —              | —              | 2      | 0      |
| 2020/21 | Padova          | Serie C1   | 24         | 0          | 0     | 0     | —              | —              | 24     | 0      |
| Totaal  | Totaal          | Totaal     | 401        | 11         | 21    | 0     | 0              | 0              | 422    | 11     |